# Emma De Vigne

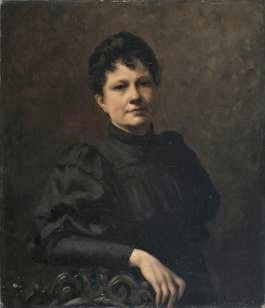
Zelfportret (1894), Museum voor Schone Kunsten (Gent)

Emma De Vigne (Gent, 30 januari 1850 - Gent, 3 juni 1898) was een Belgisch schilder.
De familie De Vigne was een artistieke familie, Emma's vader Pieter De Vigne was beeldhouwer net als haar broer Paul. Emma en haar zusters Louise en Malvina richtten zich op het schilderen. Ze leerde schilderen van haar oom Félix De Vigne.  Ze schilderde de eerste twintig jaar van haar carrière vooral stillevens met bloemen, later ook portretten.
De Vigne trouwde in 1892 met haar neef Julius De Vigne (1844-1908), zoon van Félix, die advocaat en letterkundige was.